# Enthalpy
Enthalpy (thường được ký hiệu là H) là một thuộc tính của hệ nhiệt động, định nghĩa là tổng của nội năng (U) với tích của áp suất (p) và thể tích (V) của hệ, tức là H = U + pV. Đây là một hàm trạng thái được sử dụng trong nhiều phép đo các hệ có áp suất không đổi (đẳng áp), thuộc nhiều lĩnh vực như hóa học, sinh học và vật lí, xảy ra ở môi trường bên ngoài rộng lớn, có thể trao đổi nhiệt và công với môi trường xung quanh. Enthalpy là một năng lượng "đại diện" cho các năng lượng liên quan đến hóa học như năng lượng liên kết, năng lượng mạng tinh thể, solvat hóa và các "năng lượng" khác trong hóa học thực sự là sự khác biệt về enthalpy. Là một hàm trạng thái, enthalpy chỉ phụ thuộc vào trạng thái cuối cùng của nội năng, áp suất và thể tích, chứ không phụ thuộc vào con đường thực hiện để đạt được trạng thái đó.
Trong Hệ đo lường quốc tế (SI), thứ nguyên của enthalpy là joule. Các đơn vị như calo và đơn vị nhiệt Anh (BTU) vẫn được sử dụng.
Không thể đo trực tiếp tổng enthalpy của một hệ vì nội năng chứa các thành phần năng lượng chưa biết, không dễ tiếp cận hoặc không được quan tâm trong nhiệt động lực học. Trong thực tế, sự thay đổi enthalpy hay biến thiên enthalpy là biểu thức được ưu tiên cho các phép đo ở điều kiện đẩng áp vì nó đơn giản hóa việc mô tả sự truyền năng lượng. Một phản ứng hóa diễn ra trong bình phản ứng thường, biến thiên enthalpy bằng với năng lượng nhiệt mà hệ trao đổi mới môi trường. Nếu diễn ra trong một nguyên tố Gavani (Gavanic cell) thì công của phản ứng hóa học sẽ chuyển thành năng lượng nhiệt và công điện.
Trong hóa học, enthalpy chuẩn của phản ứng ( {\displaystyle \Delta _{rxn}H^{\ominus }} hay {\displaystyle \Delta _{r}H_{298}^{\circ }}) là sự thay đổi enthalpy khi các chất phản ứng ở điều kiện chuẩn (điều kiện chuẩn là p = 1 bar; T = 298 K) chuyển thành sản phẩm cũng ở điều kiện chuẩn. Đại lượng này còn được gọi là nhiệt tiêu chuẩn của phản ứng ở áp suất và nhiệt độ không đổi (đẳng áp, đẳng nhiệt), nhưng có thể đo đại lượng này bằng phương pháp đo nhiệt lượng ngay cả khi nhiệt độ thay đổi trong quá trình đo, miễn là áp suất và nhiệt độ trong quá trình biến đổi và trong trạng thái ban đầu và trạng thái cuối cùng tương ứng với điều kiện chuẩn (p = 1 bar; T = 298 K). Giá trị biến thiên enthalpy (ΔH) chỉ phụ thuộc vào trạng thái ban đầu đến trạng thái cuối cùng của hệ, không phụ thuộc vào đường đi (trạng thái trung gian) vì enthalpy là một hàm trạng thái.
Enthalpy của các chất hóa học thường được đề cập trong điều kiện áp suất chuẩn là 1 bar (100.000 Pa; 0,99 atm). Enthalpy và biến thiên enthalpy đối với các phản ứng thay đổi theo hàm nhiệt độ, nhưng các bảng thường liệt kê enthalpy tạo thành chuẩn ({\displaystyle \Delta _{f}H^{\ominus }} hay {\displaystyle \Delta _{f}H_{298}^{\circ }}) của các chất ở điều kiện 25 °C (298 K). Đối với các quá trình thu nhiệt (hấp thụ nhiệt), ΔH là một giá trị dương; đối với các quá trình tỏa nhiệt (giải phóng nhiệt) thì ΔH âm.
Enthalpy của khí lý tưởng không phụ thuộc vào áp suất hoặc thể tích của nó và chỉ phụ thuộc vào nhiệt độ, tương quan với năng lượng dưới dạng nhiệt. Khí ở thực tế ở nhiệt độ và áp suất thông thường thường gần đúng với khí lý tưởng, việc coi các các chất khí là khí lý tưởng giúp đơn giản hóa thiết kế thí nghiệm và phân tích nhiệt động lực học trong thực tiễn.

## Định nghĩa và biểu diễn enthalpy qua các hàm trạng thái
Enthalpy H của một hệ nhiệt động được định nghĩa là tổng của nội năng với tích giữa áp suất và thể tích của hệ:
{\displaystyle H=U+pV}
trong đó U là nội năng, p là áp suất và V là thể tích của hệ.
Enthalpy là một đại lượng mở rộng (đại lượng quảng tính, tiếng Anh: extensive property), tức là tỷ lệ thuận với kích thước của hệ.
Nguyên lý đầu tiên của nhiệt động lực học cho các quá trình kín. Biểu thức vi phân sau mô tả quá trình vô cùng nhỏ, thuận nghịch hay không thuận nghịch:{\displaystyle dU=\delta Q-\delta W,}trong đó
- 𝛿Q là lượng nhỏ năng lượng chuyển từ ngoài vào hệ dưới dạng nhiệt,
- 𝛿W là lượng nhỏ công được thực hiện bởi hệ
- {\displaystyle dU} là sự biến thiên rất nhỏ nội năng của hệ,

Theo đó, trong phép tính vi phân, {\displaystyle dH} có thể được viết như sau:
{\displaystyle dH=dU+(pdV+Vdp)=(\delta Q-pdV)+(pdV+Vdp)=\delta Q+Vdp=TdS+Vdp}
trong đó
- {\displaystyle \delta } thể hiện một phép tính vi phân không chính xác,
- {\displaystyle \delta Q=TdS} là nhiệt năng trao đổi của hệ trong một quá trình thuận nghịch,
- {\displaystyle dS} là biến thiên entropy của hệ,
- {\displaystyle dV} là biến thiên cực nhỏ của thể tích,
- {\displaystyle U} là nội năng của hệ,
- {\displaystyle \delta A=pdV} là công của hệ sinh ra trong một quá trình thuận nghịch,
- {\displaystyle p} là áp suất của hệ,
- {\displaystyle T} là nhiệt độ Kelvin.

## Ứng dụng
Đối với một hệ đơn giản có số lượng hạt không đổi ở áp suất không đổi, biến thiên enthalpy là lượng năng lượng nhiệt tối đa có thể thu được từ một quá trình nhiệt động đẳng áp.

### Nhiệt của phản ứng
Không thể đo trực tiếp tổng enthalpy của một hệ nhưng có thể đo biến thiên enthalpy của một hệ nhiệt động. Biến thiên enthalpy được xác định theo phương trình sau:{\displaystyle \Delta H=H_{\mathrm {f} }-H_{\mathrm {i} },}trong đó
- ΔH là biến thiên enthalpy,
- Hf  là enthalpy cuối cùng của hệ (f ở đây là "final"). Trong một phản ứng hóa học, Hf là enthalpy của sản phẩm của phản ứng hoặc cân bằng hóa học),
- Hi là enthalpy ban đầu của hệ (i ở đây là "initial"). Trong một phản ứng hóa học, Hi là enthalpy của các chất tham gia phản ứng).

Đối với phản ứng tỏa nhiệt ở áp suất không đổi, ΔH có giá trị âm, do enthalpy các sản phẩm của phản ứng nhỏ hơn enthalpy các chất phản ứng và bằng với nhiệt lượng tỏa ra trong phản ứng nếu không có yếu tố công điện (trong pin hóa học). Nói cách khác, enthalpy giảm sẽ tạo ra nhiệt. Ngược lại, đối với phản ứng thu nhiệt ở áp suất không đổi, ΔH có giá trị dương và bằng nhiệt hấp thụ trong phản ứng.
Từ định nghĩa của enthalpy là H = U + pV, biến thiên enthalpy ở áp suất không đổi là ΔH = ΔU + p ΔV. Tuy nhiên, đối với hầu hết các phản ứng hóa học, giá trị p ΔV nhỏ hơn nhiều so với biến thiên nội năng ΔU, xấp xỉ bằng ΔH. Ví dụ, đối với quá trình đốt cháy carbon monoxide CO(g) + O2(g) → 2 CO2(g), ΔH = −566.0 kJ và ΔU = −563.5 kJ. Vì sự khác biệt quá nhỏ nên enthalpy phản ứng thường được mô tả là năng lượng phản ứng và được phân tích dưới dạng năng lượng liên kết.

### Biến thiên enthalpy
Biến thiên enthalpy mô tả biến thiên enthalpy quan sát được trong các thành phần của hệ nhiệt động khi trải qua quá trình biến đổi hoặc phản ứng hóa học. Đó là sự khác biệt giữa enthalpy sau khi quá trình kết thúc, tức là enthalpy của các sản phẩm (giả định rằng phản ứng kết thúc) và enthalpy ban đầu của hệ, tức là các chất tham gia phản ứng. Các quá trình này chỉ quan tâm đến trạng thái đầu và trạng thái cuối của hệ, do đó, biến thiên enthalpy của phản ứng theo chiều nghịch là trái dấu so với chiều thuận.
Một loại biến thiên enthalpy chuẩn hay gặp là enthalpy tạo thành chuẩn (còn gọi là nhiệt tạo thành chuẩn hay sinh nhiệt tiêu chuẩn) cho từng loại chất. Những thay đổi về enthalpy được đo và tổng hợp thường xuyên trong các tài liệu tham khảo về hóa học và vật lý, chẳng hạn như Sổ tay Hóa học và Vật lý CRC. Sau đây là một số loại biến thiên enthalpy hay gặp trong nhiệt động lực học.
Khi được sử dụng trong các thuật ngữ được công nhận này, hai chữ "biến thiên" trong biến thiên enthalpy thường được lược bỏ. Các giá trị được đo tại điều kiện chuẩn:
- Áp suất: 1 atm (101,325 kPa) hoặc 1 bar (100,000 kPa)
- Nhiệt độ: 25 °C (298,15 K)
- Nồng độ: 1,0 M khi nguyên tố hoặc hợp chất có mặt trong dung dịch
- Các nguyên tố hoặc hợp chất ở trạng thái vật lý (thể) bình thường, tức là trạng thái chuẩn. Ví dụ: oxy thì ở thể khí, nước ở thể lỏng, natri ở thể rắn.

Đối với các giá trị được chuẩn hóa như vậy, tên của enthalpy sẽ là enthalpy tạo thành chuẩn ({\displaystyle \Delta _{f}H^{\ominus }} hay {\displaystyle \Delta _{f}H_{298}^{\circ }}).

#### Tính chất hóa học
- Enthalpy chuẩn của phản ứng (còn gọi là nhiệt của phản ứng, ký hiệu: {\displaystyle \Delta _{rxn}H^{\ominus }} hay {\displaystyle \Delta _{r}H_{298}^{\circ }}; rxn hay r là reaction) định nghĩa là biến thiên enthalpy quan sát được khi 1 mol chất phản ứng hoàn toàn ở điều kiện chuẩn.
- Enthalpy tạo thành chuẩn (còn gọi là nhiệt tạo thành chuẩn, sinh nhiệt tiêu chuẩn, ký hiệu: {\displaystyle \Delta _{f}H^{\ominus }} hay {\displaystyle \Delta _{f}H_{298}^{\circ }}; f là formation) định nghĩa là biến thiên enthalpy quan sát được khi 1 mol hợp chất được hình thành từ các đơn chất ở trạng thái bền nhất (trạng thái chuẩn) ở điều kiện chuẩn.
- Enthalpy đốt cháy chuẩn (còn gọi là thiêu nhiệt tiêu chuẩn), được định nghĩa là biến thiên enthalpy quan sát được khi 1 mol chất cháy hoàn toàn trong oxy ở điều kiện chuẩn.

#### Tính chất vật lý
- Enthalpy nóng chảy định nghĩa là biến thiên enthalpy cần thiết để thay đổi hoàn toàn trạng thái của một mol chất từ rắn sang lỏng.
- Enthalpy hóa hơi, được định nghĩa là biến thiên enthalpy cần thiết để thay đổi hoàn toàn trạng thái của một mol chất từ lỏng sang khí.
- Enthalpy thăng hoa, được định nghĩa là biến thiên enthalpy cần thiết để thay đổi hoàn toàn trạng thái của một mol chất từ rắn sang khí.
- Enthalpy nguyên tử hóa chuẩn ({\displaystyle \Delta _{at}H^{\ominus }} hay {\displaystyle \Delta _{at}H_{298}^{\circ }}, at là viết tắt của "atomisation", nghĩa là "sự nguyên tử hóa") được định nghĩa là biến thiên enthalpy cần thiết để tạo thành 1 mol nguyên tử khí từ đơn chất của nó ở trạng thái chuẩn.
- Enthalpy mạng tinh thể, được định nghĩa là năng lượng cần thiết để tách 1 mol hợp chất ion thành các ion thể khí, giữa chúng không có lực hút.
- Enthalpy trộn, được định nghĩa là biến thiên enthalpy khi trộn hai chất hóa học (không phản ứng).

## Lịch sử và từ nguyên
Trong lịch sử nhiệt động lực học, thuật ngữ enthalpy ra đời vào đầu thế kỷ 20. Năng lượng theo quan điểm hiện đại được Thomas Young định nghĩa vào năm 1802, trong khi Rudolf Clausius đưa ra khái niệm entropy vào năm 1865. Năng lượng (energy) có gốc từ tiếng Hy Lạp ἔργον ( ergon), nghĩa là "công việc", để diễn đạt ý niệm năng lực thực hiện công việc. Entropy lấy một phần trong từ τροπή (tropē) của tiếng Hy Lạp, nghĩa là "chuyển đổi, chuyển hướng". Enthalpy lấy một phần trong từ θάλπος (thalpos) của tiếng Hy Lạp, nghĩa là "hơi ấm, sức nóng".
Khái niệm lỗi thời tên là nhiệt chứa (heat content) vì dH được định nghĩa là lượng nhiệt thu được trong một quá trình đẳng áp, chứ không phải trong trường hợp chung khi áp suất thay đổi. Josiah Willard Gibbs đã sử dụng thuật ngữ "hàm nhiệt trong điều kiện đẳng áp" để làm rõ thuật ngữ.
Benoît Paul Émile Clapeyron và Rudolf Clausius (phương trình Clausius–Clapeyron, năm 1850) là những người giới thiệu khái niệm nhiệt chứa (heat content)" H.
Thuật ngữ enthalpy lần đầu tiên xuất hiện trên báo in năm 1909. Heike Kamerlingh Onnes được cho là người giới thiệu thuật ngữ này bằng miệng tại Paris. Thuật ngữ trở nên phổ biến vào những năm 1920, được tác phẩm Mollier Steam Tables and Diagrams đề cập đến và xuất bản năm 1927.
Cho đến những năm 1920, ký hiệu H đã được sử dụng cho khái niệm "nhiệt" (heat) nói chung.  Năm 1922, Alfred W. Porter là người định nghĩa đầy đủ H là enthalpy hoặc "nhiệt chứa ở áp suất không đổi".